# Theodore Roethke
Theodore Huebner Roethke (né le 25 mai 1908 au Saginaw et mort le 1er août 1963 à Bainbridge Island) est un poète américain.
Il est considéré comme l'un des poètes les plus influents de sa génération. Le travail de Roethke se caractérise par son introspection, son rythme et son imagerie.
Il a reçu le prix Pulitzer pour la poésie en 1954 pour son livre The Waking et il a remporté le National Book Award pour la poésie à deux reprises, en 1959 pour Words for the Wind et à titre posthume en 1965 pour The Far Field.